# 佩雷伊馬
48°4′26″N 29°29′19″E / 48.07389°N 29.48861°E
佩雷伊馬（烏克蘭語：Перейма）是位於烏克蘭西南部的村莊，由敖德萨州波季利斯克区的巴爾塔市鎮負責管轄。該村處於斯莫利良卡河畔，始建於1789年，面積5.26平方公里，海拔高度156米，2001年人口784。